# Egon Krenz
Egon Krenz (ur. 19 marca 1937 w Kołobrzegu) – niemiecki działacz komunistyczny, ostatni przywódca NRD i sekretarz generalny SED w 1989 roku.

## Życiorys
Urodził się w rodzinie krawca w Kołobrzegu, w rejencji koszalińskiej, gdzie w 1943 r. rozpoczął naukę w szkole. W 1944 r. wraz z rodziną musiał jednak opuścić miasto. W latach 1953–1957 studiował w Instytucie Kształcenia Nauczycieli w Putbus na wyspie Rugia, zdając egzamin końcowy. W 1953 r. wstąpił do komunistycznej organizacji młodzieżowej Freie Deutsche Jugend (FDJ). Dwa lata później, jako dobrze zapowiadający się działacz, uzyskał członkostwo w SED. W latach 1957–1959 służył w niemieckiej armii (Nationale Volksarmee) na Rugii. Szybko piął się po szczeblach kariery w FDJ: w 1959 r. został sekretarzem powiatowym na Rugii, w 1960 tę samą funkcję objął w okręgu Rostock, a rok później został sekretarzem Centralnej Rady FDJ. W latach 1964–1967 studiował w Wyższej Szkole Partyjnej KC KPZR w Moskwie (Высшая партийная школа КПСС). W latach 1967–1974 był sekretarzem CR FDJ, odpowiedzialnym za agitację, propagandę oraz współpracę FDJ z uczelniami. W latach 1971–1974 przewodniczył organizacji pionierskiej Ernst Thälmann.
Od 1971 r. aż do upadku NRD był członkiem Izby Ludowej, przez dziesięć lat (do 1981) zasiadał w jej prezydium. W 1973 r. awansował, zostając członkiem KC SED. Cieszył się wtedy olbrzymim zaufaniem Ericha Honeckera. W latach 1981–1984 był członkiem Rady Państwa NRD. W 1983 r. został członkiem politbiura i sekretarzem KC NSPJ. Rok później został wybrany zastępcą przewodniczącego Rady Państwa (de facto drugim po Honeckerze człowiekiem w republice). W czerwcu 1989 ze zrozumieniem dla władz chińskich wypowiadał się o masakrze na placu Niebiańskiego Spokoju w Pekinie („należało coś uczynić, w celu przywrócenia porządku”). W październiku 1989, jako następca Honeckera, przejął funkcje sekretarza generalnego SED oraz przewodniczącego Rady Państwa i szefa Narodowej Rady Obrony. 3 grudnia 1989 zrzekł się wszystkich stanowisk w państwie i partii. W styczniu następnego roku na własną prośbę został wykluczony z członkostwa w SED-PDS.
Z racji sprawowanych funkcji był „skoszarowany” w partyjno-rządowym osiedlu kierownictwa NRD – Osiedlu Leśnym pod Bernau, następnie na osiedlu Majakowskiring w Berlinie-Pankow.
Od tego czasu często wypowiadał się na tematy związane z łamaniem praw człowieka w NRD (broniąc ówczesnych decyzji kierownictwa jako „mniejszego zła” i „wyniku ówczesnej sytuacji geopolitycznej” przed zarzutami mediów). Zaprzeczał także, by jako osoba odpowiedzialna za przeprowadzenie wyborów w NRD ponosił odpowiedzialność za ich fałszowanie.
W 1993 r. rozpoczął się proces przeciwko Krenzowi: w sprawie śmierci uciekinierów na granicy wewnątrzniemieckiej oraz w sprawie fałszerstw wyborczych. W 1999 r. Federalny Trybunał Sprawiedliwości utrzymał wyrok Berlińskiego Sądu Krajowego z 28 sierpnia 1997 o karze sześciu lat więzienia dla oskarżonego (co on sam określił jako „Siegerjustiz”, czyli „sprawiedliwość zwycięzców”). W latach 1999–2003 Krenz odbywał karę w zakładzie Berlin-Hakenfelde (później Berlin-Plötzensee). 18 grudnia 2003 wyszedł na wolność, wykonanie pozostałej części kary zawieszono. W 2009 r. wydał wspomnienia pt. Gefängnis-Notizen (Notatki więzienne), które spowodowały wzrost jego popularności. Do aktywnej polityki jednak już nie powrócił.